# Carl Weathers
Carl Weathers (New Orleans, Louisiana, 1948. január 14. – Los Angeles, Kalifornia, 2024. február 2.) amerikai színész, televíziós rendező és producer, amerikaifutball-játékos.
Legismertebb szerepei közé tartozik Apollo Creed a Rocky-filmekben (1976–1985), Dillon a Ragadozó (1987) és Jericho Jackson a Jackson, a vadállat (1988) című akciófilmekben, továbbá Chubbs Peterson a Happy, a flúgos golfos (1996), illetve a Sátánka – Pokoli poronty (2000) című vígjátékokban.
A filmezés mellett televíziós sorozatokban is szerepeket vállalt. Főként pályája legelején egy-egy epizód erejéig vendégszerepelt klasszikussá vált tévés műsorokban (Starsky és Hutch, Barnaby Jones, San Francisco utcáin). Később főszerepeket is alakított, például 1991 és 1993 között Az utca törvénye című bűnügyi sorozatban. Az ítélet: család című vígjáték-sorozatban 2004 és 2013 között önmaga paródiáját játszotta. 2019-ben elvállalta Greef Karga szerepét A Mandalóri című, Star Wars-univerzumban játszódó televíziós sorozatban.
Szinkronszínészként több animációs filmben, sorozatban és videójátékban közreműködött.

## Fiatalkora és sportolói pályafutása
New Orleansban született és nevelkedett, három testvére közül a legidősebbként, apja napszámosként dolgozott. Nyolcadikos korában megismerkedett az amerikai futballal és tehetségének köszönhetően felvételt nyert a St. Augustine nevű, fekete diákok számára fenntartott elit katolikus középiskolába. Ennek ellenére az első tanév után a kaliforniai Long Beach-re költözött nagyanyjához: egy évig a Long Beach City College tanulója volt, majd futball-ösztöndíjjal a San Diego State University intézménybe került. A sport mellett itt kezdett el színészettel is foglalkozni.

## Színészi karrierje

### Az 1970-es évektől a 2000-es évekig
Weathers sportolóként már vállalt statisztaszerepeket, majd elsőként két blaxploitation-filmben tűnt fel fontosabb szereplőként az 1970-es évek első felében.
A hírnevet az 1976-ban bemutatott Rocky című film Apollo Creedje hozta el számára. A szereplőválogatás és meghallgatás során Weathers élesen kritizálta Sylvester Stallone színészi képességeit – Stallone úgy vélte, Weathers szókimondása illik Creed karakteréhez, így neki adta a szerepet. Weathers három további Rocky-folytatásban játszotta el Creed-et: Rocky II. (1979), Rocky III. (1982) és Rocky IV (1985).
1977-ben Weathers a Harmadik típusú találkozások egyik változatában kapott kisebb szerepet. Az 1970-es évek végén és 1980-as években a színész számos akciófilmben feltűnt, kisebb-nagyobb szerepkörben. Közéjük tartozik a Navarone kommandósai újra akcióban (1978), a Vadászat életre-halálra (1981), a Ragadozó (1987) és a Jackson, a vadállat (1988). Adam Sandler 1996-os Happy, a flúgos golfos című vígjátékában Chubbst, a legendás golfozót alakította. 2000-ben a Sátánka – Pokoli poronty című, szintén Sandler-filmben ismét Chubbs bőrébe bújt.
Weathers az 1990-es években sorozatszereplőként is aktív volt. 1991 és 1993 között Az utca törvénye című bűnügyi drámasorozatban főszerepben volt látható. Az éjszaka árnyai című, hasonló témájú sorozatban is fontosabb szerepet vállalt 1993-ban.

### 2000 után
2004-től Az ítélet: család című szituációs komédiában ismét humoros szerepben próbálta ki magát, mint önmaga karikatúrája. 2006-ban a Lábnyomok, 2007-ben pedig a Tuti lúzerek című vígjátékokban játszott. 2003 és 2007 között vendégszereplőként tűnt fel a The Shield – Kemény zsaruk című bűnügyi drámasorozatban. 2008-ban a Vészhelyzet egyik epizódjában vendégszerepelt. A 2009-es Tesók című, rövid életű szituációs komédiában Weathers a főszereplők apját formálja meg.
A 2006-os Rocky Balboa elkészítése során Stallone Mr. T és Dolph Lundgren mellett Weatherstől is engedélyt kért, hogy a színész korábbi Rocky-filmes felvételeit felhasználhassa egy montázshoz. Weathers azonban csak több ezer dollárért cserébe egyezett volna bele ebbe. Stallone nem akarta kifizetni a kérdéses összeget, ezért Weathers megtiltotta a jelenetek használatát.
2019-től A Mandalóri egyik főszereplője. A Fejvadász-Céh (Bounty Hunters' Guild) vezetője, Greef Karga szerepe nagyon hullámzó, mert sohasem tudhatjuk, éppen kinek az oldalán áll. Weathers ugyanebben a szerepben a második évadban is feltűnik és egy epizódot rendezőként is jegyez.

## Halála
Los Angeles-i otthonában hunyt el, 2024. február 1-jén, 76 éves korában. Családja közleménye szerint: „Békésen halt meg álmában. Carl kivételes ember volt. Maradandót alkotott a filmekben, televízióban, művészetekben és sportban, generációk ismerték el munkáját világszerte. Szeretett testvér, apa, nagypapa, társ és barát volt”.

## Filmográfia

### Film
| Év   | Magyar cím                                 | Eredeti cím                        | Szerep                                   | Magyar hang         |
| ---- | ------------------------------------------ | ---------------------------------- | ---------------------------------------- | ------------------- |
| 1973 | A Magnum ereje                             | Magnum Force                       | demonstrátor                             |                     |
| 1975 |                                            | Friday Foster                      | Yarbro                                   |                     |
| 1975 |                                            | Bucktown                           | Hambone                                  |                     |
| 1976 |                                            | The Four Deuces                    | taxisofőr                                |                     |
| 1976 | Rocky                                      | Rocky                              | Apollo Creed                             | Vass Gábor          |
| 1976 | Rocky                                      | Rocky                              | Apollo Creed                             | Háda János          |
| 1977 | Harmadik típusú találkozások               | Close Encounters of the Third Kind | katonai rendőr                           |                     |
| 1977 | Majdnem futball                            | Semi-Tough                         | Dreamer Tatum                            |                     |
| 1978 | Navarone ágyúi 2. – Az új különítmény      | Force 10 from Navarone             | Weaver őrmester                          | Vass Gábor          |
| 1978 | Navarone ágyúi 2. – Az új különítmény      | Force 10 from Navarone             | Weaver őrmester                          | Kálid Artúr         |
| 1979 | Rocky II.                                  | Rocky II                           | Apollo Creed                             | Háda János          |
| 1981 | Vadászat életre-halálra (Halálos vadászat) | Death Hunt                         | Sundog / George Washington Lincoln Brown | Reviczky Gábor      |
| 1981 | Vadászat életre-halálra (Halálos vadászat) | Death Hunt                         | Sundog / George Washington Lincoln Brown | Gesztesi Károly     |
| 1982 | Rocky III.                                 | Rocky III                          | Apollo Creed                             | Háda János          |
| 1985 | Rocky IV.                                  | Rocky IV                           | Apollo Creed                             | Jakab Csaba         |
| 1985 | Rocky IV.                                  | Rocky IV                           | Apollo Creed                             | Háda János          |
| 1987 | Ragadozó                                   | Predator                           | Dillon ezredes                           | Gergely Róbert      |
| 1988 | Jackson, a vadállat                        | Action Jackson                     | Jericho "Akció" Jackson őrmester/hadnagy | Sörös Sándor        |
| 1988 | Jackson, a vadállat                        | Action Jackson                     | Jericho "Akció" Jackson őrmester/hadnagy | Vass Gábor          |
| 1992 | Hurrikán Smith                             | Hurricane Smith                    | Billy "Hurrikán" Smith                   | Vass Gábor          |
| 1996 | Happy, a flúgos golfos                     | Happy Gilmore                      | Chubbs Peterson                          | Melis Gábor         |
| 2000 | Sátánka – Pokoli poronty                   | Little Nicky                       | Chubbs Peterson                          |                     |
| 2002 | 8 őrült éjszaka                            | Eight Crazy Nights                 | GNC fickó (hangja)                       |                     |
| 2004 | Balto 3. – A változás szárnyai             | Balto III: Wings of Change         | Kirby (hangja)                           | Kránitz Lajos       |
| 2006 | Lábnyomok                                  | The Sasquatch Gang                 | Dr. Artimus Snodgrass                    | Galbenisz Tomasz    |
| 2007 | Tuti lúzerek                               | The Comebacks                      | Freddie Wiseman / narrátor               | Gergely Róbert      |
| 2012 | Amerikai hadihajók                         | American Warships                  | McKraken tábornok                        | Bognár Tamás        |
| 2012 | Gondolkozz pasiaggyal! 2.                  | Think Like a Man Too               | Mr. Davenport                            |                     |
| 2017 |                                            | Sandy Wexler                       | önmaga                                   |                     |
| 2019 | Toy Story 4.                               | Toy Story 4                        | Kommandós Carl (hangja)                  | Barabás Kiss Zoltán |
| 2019 | Toy Story 4.                               | Toy Story 4                        | Vulkános Kommandós Carl (hangja)         | Barabás Kiss Zoltán |
| 2019 | Toy Story 4.                               | Toy Story 4                        | Jeges Kommandós Carl (hangja)            | Barabás Kiss Zoltán |

### Televízió

#### Tévéfilm
| Év   | Magyar cím          | Eredeti cím                                    | Szerep                  | Magyar hang         |
| ---- | ------------------- | ---------------------------------------------- | ----------------------- | ------------------- |
| 1977 |                     | The Hostage Heart                              | Bateman Hooks           |                     |
| 1978 |                     | The Bermuda Depths                             | Eric                    |                     |
| 1985 |                     | Braker                                         | Harry Braker hadnagy    |                     |
| 1986 | A megbilincseltek   | The Defiant Ones                               | Cullen Monroe           | Sörös Sándor        |
| 1986 | A megbilincseltek   | The Defiant Ones                               | Cullen Monroe           | Bolla Róbert        |
| 1990 |                     | Dangerous Passion                              | Kyle                    |                     |
| 1995 |                     | Op Center                                      | Mike Rodgers tábornok   |                     |
| 1997 | Ördögök szigete     | Shadow Warriors: Assault on Devil's Island     | Roy Brown               | Hankó Attila        |
| 1997 | Ördögök szigete     | Shadow Warriors: Assault on Devil's Island     | Roy Brown               | Rubold Ödön         |
| 1999 | Ördögök szigete 2.  | Shadow Warriors 2: Hunt for the Death Merchant | Roy Brown               | Rubold Ödön         |
| 2005 | A Föld ostroma      | Alien Siege                                    | Skyler tábornok         |                     |
| 2013 | Toy Story – Terror! | Toy Story of Terror                            | Kommandós Carl (hangja) | Barabás Kiss Zoltán |

#### Sorozat
| Év        | Magyar cím                               | Eredeti cím                            | Szerep                       | Megjegyzések                                                                    |
| --------- | ---------------------------------------- | -------------------------------------- | ---------------------------- | ------------------------------------------------------------------------------- |
| 1975      |                                          | Good Times                             | Calvin Brooks                | 1 epizód                                                                        |
| 1975      |                                          | Kung Fu                                | Bad Sam                      | 1 epizód                                                                        |
| 1975      |                                          | S.W.A.T.                               | Ed                           | 1 epizód                                                                        |
| 1975      |                                          | The Six Million Dollar Man             | Stolar                       | 1 epizód                                                                        |
| 1975      |                                          | Cannon                                 | Dan Holloway                 | 1 epizód                                                                        |
| 1975      |                                          | Switch                                 | Gifford hadnagy              | 1 epizód                                                                        |
| 1975      |                                          | Bronk                                  | Clyde                        | 1 epizód                                                                        |
| 1976      |                                          | McCloud                                | Delaney rendőr               | 1 epizód                                                                        |
| 1976      |                                          | Most Wanted                            | Holt                         | 1 epizód                                                                        |
| 1976      | Starsky és Hutch                         | Starsky and Hutch                      | Al Martin                    | 1 epizód                                                                        |
| 1976      |                                          | Barnaby Jones                          | Jack Hopper                  | 1 epizód                                                                        |
| 1976      |                                          | Serpico                                | Snake                        | 1 epizód                                                                        |
| 1977      |                                          | Delvecchio                             | Bell őrmester                | 1 epizód                                                                        |
| 1977      | San Francisco utcáin                     | The Streets of San Francisco           | Hague rendőr                 | 1 epizód                                                                        |
| 1977      |                                          | Quinn Martin's Tales of the Unexpected | Hank Dalby                   | 1 epizód                                                                        |
| 1986      |                                          | Fortune Dane                           | Fortune Dane                 | 5 epizód                                                                        |
| 1989–1990 |                                          | Tour of Duty                           | Carl Brewster ezredes        | visszatérő szerep (9 epizód)                                                    |
| 1991–1993 | Az utca törvénye                         | Street Justice                         | Adam Beaudreaux              | - főszereplő (44 epizód) - magyar hangja: - Borbiczki Ferenc                    |
| 1993      | Az éjszaka árnyai                        | In the Heat of the Night               | Hampton Forbes rendőrfőnök   | 28 epizód                                                                       |
| 2003–2007 | The Shield – Kemény zsaruk               | The Shield                             | Joe Clark                    | 2 epizód                                                                        |
| 2004–2013 | Az ítélet: család                        | Arrested Development                   | Carl Weathers                | 4 epizód                                                                        |
| 2008      | Vészhelyzet                              | ER                                     | Louie Taylor                 | 1 epizód                                                                        |
| 2009      | Tesók                                    | Brothers                               | Trainor edző                 | 13 epizód                                                                       |
| 2010      | Psych – Dilis detektívek                 | Psych                                  | Boone                        | 1 epizód                                                                        |
| 2011–2013 | Parkműsor                                | Regular Show                           | A Kosárlabda Istene (hangja) | 2 epizód                                                                        |
| 2016      | Kolónia                                  | Colony                                 | Bolton "Beau" Miller         | visszatérő szerep (9 epizód)                                                    |
| 2016      | Bűnös Chicago                            | Chicago P.D.                           | Mark Jefferies               | 4 epizód                                                                        |
| 2017      |                                          | Chicago Justice                        | Mark Jefferies               | főszereplő (13 epizód)                                                          |
| 2017      |                                          | Explosion Jones                        | Duke Firestorm               |                                                                                 |
| 2017      | Csillag kontra Gonosz Erők               | Star vs. the Forces of Evil            | Omnitraxus (hangja)          | 6 epizód                                                                        |
| 2018      | Magnum                                   | Magnum P.I.                            | Dan Sawyer                   | 1 epizód                                                                        |
| 2018      | Esküdt ellenségek: Különleges ügyosztály | Law & Order: Special Victims Unit      | Mark Jefferies               | 1 epizód                                                                        |
| 2019–2023 | A Mandalóri                              | The Mandalorian                        | Greef Karga                  | - szereplő (10 epizód) - rendező (2 epizód) - magyar hangja: - Schneider Zoltán |

### Videójátékok
| Év   | Cím                                    | Szerep                 | Megjegyzések     |
| ---- | -------------------------------------- | ---------------------- | ---------------- |
| 2005 | Mercenaries: Playground of Destruction | Samuel Garrett ezredes |                  |
| 2015 | Mortal Kombat X (letölthető tartalom)  | Jax Briggs             | külső megjelenés |
| 2021 | The Artful Escape                      | Lightman               |                  |

## Fordítás
- Ez a szócikk részben vagy egészben  a   Carl Weathers című angol Wikipédia-szócikk fordításán alapul.  Az eredeti cikk szerkesztőit annak laptörténete sorolja fel. Ez a jelzés csupán a megfogalmazás eredetét és a szerzői jogokat jelzi, nem szolgál a cikkben szereplő információk forrásmegjelöléseként.